# Nikita Nikitin
Nikita Aleksandrovitj Nikitin, född 16 juni 1986 i Omsk, Ryska SFSR, Sovjetunionen, är en rysk professionell ishockeyspelare som spelar för Edmonton Oilers i National Hockey League (NHL). Han har tidigare spelat för St. Louis Blues och Columbus Blue Jackets i NHL, Avangard Omsk i Kontinental Hockey League (KHL)/RSL och Peoria Rivermen i American Hockey League (AHL).
Nikitin valdes av St. Louis Blues som 136:e spelare totalt i 2004 års NHL-draft.
Han deltog i JVM 2006 i Kanada, där laget lyckades ta silver efter förlust mot Kanada i finalen. Han deltog även i VM 2012 i Finland och Sverige, där laget lyckades ta guld efter finalvinst mot Slovakien.

## Statistik

### Klubbkarriär
| 2004–2005  | Avangard Omsk         | RSL        | 12  | 0  | 0  | 0  | 2  | 3  | 0 | 0 | 0 | 0  |
| 2005–2006  | Avangard Omsk         | RSL        | 43  | 1  | 2  | 3  | 22 | 13 | 1 | 2 | 3 | 6  |
| 2006–2007  | Avangard Omsk         | RSL        | 54  | 1  | 15 | 16 | 99 | 11 | 0 | 4 | 4 | 39 |
| 2007–2008  | Avangard Omsk         | RSL        | 57  | 3  | 11 | 14 | 48 | 4  | 0 | 1 | 1 | 2  |
| 2008–2009  | Avangard Omsk         | KHL        | 53  | 4  | 11 | 15 | 28 | 9  | 1 | 2 | 3 | 8  |
| 2009–2010  | Avangard Omsk         | KHL        | 43  | 4  | 9  | 13 | 14 | 3  | 0 | 0 | 0 | 0  |
| 2010–2011  | St. Louis Blues       | NHL        | 41  | 1  | 8  | 9  | 10 | —  | — | — | — | —  |
|            | Peoria Rivermen       | AHL        | 22  | 3  | 11 | 14 | 12 | —  | — | — | — | —  |
| 2011–2012  | St. Louis Blues       | NHL        | 7   | 0  | 0  | 0  | 4  | —  | — | — | — | —  |
|            | Columbus Blue Jackets | NHL        | 54  | 7  | 25 | 32 | 14 | —  | — | — | — | —  |
| 2012–2013  | Columbus Blue Jackets | NHL        | 38  | 3  | 6  | 9  | 17 | —  | — | — | — | —  |
|            | Avangard Omsk         | KHL        | 33  | 2  | 12 | 14 | 8  | —  | — | — | — | —  |
| 2013–2014  | Columbus Blue Jackets | NHL        | 66  | 2  | 13 | 15 | 20 | 5  | 0 | 0 | 0 | 0  |
| NHL totalt | NHL totalt            | NHL totalt | 206 | 13 | 52 | 65 | 65 | 5  | 0 | 0 | 0 | 0  |
| KHL totalt | KHL totalt            | KHL totalt | 129 | 10 | 32 | 42 | 50 | 12 | 1 | 2 | 3 | 8  |
| AHL totalt | AHL totalt            | AHL totalt | 22  | 3  | 11 | 14 | 12 | —  | — | — | — | —  |